# Stan Dewulf
Stan Dewulf, nascido a 20 de dezembro de 1997, é um ciclista belga nascido em Stavele, membro da equipa Lotto Soudal.

## Palmarés
2018
- 2 etapas do Triptyque des Monts et Châteaux
- Paris-Roubaix sub-23